# Alessia Travaglini
Alessia Travaglini (Ascoli Piceno, 10 aprile 1988) è un'ex pallavolista italiana, di  ruolo centrale.

## Carriera
La carriera di Alessia Travaglini inizia nella stagione 2003-04 quando esordisce in Serie C con il Pagliare; nel 2004 viene ingaggiata dal Giannino Pieralisi di Jesi, con la quale disputa inizialmente il campionato di Serie B1 con la squadra giovanile, mentre nella stagione successiva viene promossa in prima squadra, in Serie A1, dove resta per due annate.
Dopo una stagione in Serie B1 con l'AICS Forlì, nella stagione 2008-09 ritorna nuovamente nella squadra marchigiana, con la quale vince il suo primo trofeo, ossia la Challange Cup.
Nell'annata 2009-10 passa al Parma, in Serie A2; in quella seguente viene ingaggiata dal San Vito, club militante sempre in serie cadetta, dove resta per due stagioni, per poi passare nell'annata 2012-13 al Soverato: l'esperienza in Calabria si protrae per cinque stagioni, al termine delle quali scende in Serie B2, facendo ritorno al club di Spinetoli per la prima parte della stagione 2017-18; nel gennaio 2018, tuttavia, accetta la proposta del Due Principati tornando a disputare il campionato cadetto per la seconda metà dell'annata.
Per il campionato 2018-19 è di scena in Serie B1, impegnata con la Golem di Palmi, mentre in quello successivo fa nuovamente ritorno al club di Baronissi, nuovamente in Serie A2. Al termine della stagione annuncia il proprio ritiro dall'attività agonistica.

## Palmarès

### Club
- Challenge Cup: 1

2008-09